# بخش دولورس
بخش دولورس (به اسپانیایی: Partido de Dolores) یک منطقهٔ مسکونی در آرژانتین است که در استان بوئنوس آیرس واقع شده‌است. بخش دولورس ۱٬۹۸۰ کیلومتر مربع مساحت و ۲۵٬۹۸۰ نفر جمعیت دارد.